# Anencéphalie
 Mise en garde médicale
L'anencéphalie est une malformation congénitale du système nerveux central qui découle de l'absence de la fermeture normale du tube neural à l'extrémité antérieure (neuropore céphalique), généralement entre le 26e et le 27e jour de la grossesse. Cette malformation cause l'absence partielle ou totale de l'encéphale, du crâne, et du cuir chevelu. Le fœtus avec cette malformation est sans prosencéphale, il n'a donc ni les capacités de penser ni de se coordonner. Le cerveau qui reste est souvent exposé à cause du manque de crâne et de cuir chevelu. Ces problèmes sont parfois associés à l'absence de moelle spinale (amyélencéphalie).
Les nouveau-nés touchés par l'anencéphalie sont habituellement sourds, aveugles, sans connaissance, et sont inaptes à ressentir la douleur. Généralement les nouveau-nés sont non viables s'il y a absence totale de l'encéphale mais peuvent vivre quelques jours s'il y a présence partielle de l'encéphale notamment si le tronc cérébral est présent pouvant assurer la respiration et l'activité cardiovasculaire.
Il n'existe aucun traitement pour l'anencéphalie. Les individus affectés, s'ils survivent à la naissance, ont une espérance de vie extrêmement courte. La majorité des nouveau-nés avec cette malformation sont mort-nés, et ceux qui vivent décèdent dans les jours qui suivent au maximum. L'anencéphalie peut être diagnostiquée pendant la grossesse par l'échographie, et aussi par un test maternel d'alpha-fœtoprotéine.
Chaque année, aux États-Unis, environ 1 000 à 2 000 enfants naissent anencéphaliques. Le risque d'être affecté est plus grand pour les nouveau-nés de sexe féminin.  Environ 95 % des femmes qui apprennent que leur fœtus est affecté choisissent d'interrompre volontairement leur grossesse. Des 5 % qui restent, 55 % sont mort-nés. Les autres vivent quelques heures ou quelques jours.
Dans la plupart des cas, les enfants anencéphaliques ne sont pas agressivement réanimés parce que l'enfant est inapte à la pensée. Au lieu de cela, habituellement les médecins prescrivent l'hydratation, l'aide alimentaire, et les mesures de confort. La respiration artificielle, la chirurgie (pour corriger les autres malformations congénitales), et les médicaments sont souvent considérés comme étant injustifiés. Quelques médecins considèrent aussi l'aide alimentaire et l'hydratation comme injustifiées, en disant qu'une limitation thérapeutique stricte est appropriée dans ce cas.
Il existe en outre un débat d'éthique et médical sur l'utilisation des nouveau-nés anencéphaliques en tant que donneurs d'organes.
L'anencéphalie est la conséquence de la non fermeture du neuropore antérieur aux environs du 24e jour de développement.  Les malformations congénitales du système nerveux central ne suivent pas les modèles directs d'hérédité. Des études montrent qu'une femme qui a déjà été enceinte d’un fœtus avec une malformation comme l'anencéphalie a un risque de 3 % de se trouver dans la même situation lors de la grossesse suivante. Ce risque peut être réduit à 1 % si la femme prend environ 0,4 mg/jour d'acide folique avant et pendant sa grossesse.
Les femmes qui prennent des médicaments contre l'épilepsie et les femmes qui sont dépendantes à l'insuline (à cause du diabète sucré) ont un risque plus élevé de se trouver enceintes avec un fœtus anencéphalique. Le conseil génétique est souvent offert à ces femmes à risque élevé pour évoquer les tests disponibles.
Pour réduire le risque d'avoir un enfant avec une malformation congénitale du système nerveux central, des études récentes recommandent à toutes les femmes en âge de procréer de prendre 0,4 mg/jour d'acide folique, et en particulier à celles qui essayent de concevoir ou qui vont peut-être concevoir. Il est imprudent d'attendre le début de la grossesse pour prendre de l'acide folique ; le moment essentiel pour le développement du système nerveux central est situé si tôt pendant la grossesse que souvent il est passé avant que la femme se soit rendu compte de sa grossesse. Des médecins prescrivent parfois des doses plus grandes d'acide folique pour les femmes à risque plus élevé.